# Simulium rubicundulum
Simulium rubicundulum är en tvåvingeart som beskrevs av Frederick Knab 1915. Simulium rubicundulum ingår i släktet Simulium och familjen knott. Inga underarter finns listade i Catalogue of Life.